# XI Liga Portuguesa de Futebol Americano
La XI Liga Portuguesa de Futebol Americano è l'11ª edizione del campionato di football americano di primo livello, organizzato dalla FPFA.
Il 10 marzo con un comunicato sulla pagina Facebook dell FPFA è stata annunciata la sospensione del campionato a causa della pandemia di COVID-19 del 2019-2021 e successivamente la cancellazione.

## Squadre partecipanti
| Club                | Città             | Stadio | Sponsor ufficiale | Risultato nella stagione 2018-19 |
| ------------------- | ----------------- | ------ | ----------------- | -------------------------------- |
| Braga Warriors      | Braga             |        |                   |                                  |
| Cascais Crusaders   | Cascais           |        |                   |                                  |
| Lisboa Devils       | Lisbona           |        |                   |                                  |
| Lisboa Navigators   | Lisbona           |        |                   |                                  |
| Paredes Lumberjacks | Paredes           |        |                   |                                  |
| Porto Mutts         | Vila Nova de Gaia |        |                   |                                  |

## Stagione regolare

### Calendario

#### 1ª giornata
| 2 febbraio 2020 | Lisboa Navigators | 6 – 28 | Lisboa Devils |  |

| Cascais 2 febbraio 2020, ore 15:00 | Cascais Crusaders | 41 – 6 | Paredes Lumberjacks |  |

#### 2ª giornata
| 9 febbraio 2020 | Porto Mutts | 41 – 2 | Braga Warriors |  |

#### 3ª giornata
| 16 febbraio 2020 | Paredes Lumberjacks | 0 – 42 | Lisboa Devils |  |

| Cascais 16 febbraio 2020 | Cascais Crusaders | 33 – 9 | Lisboa Navigators |  |

#### 4ª giornata
| 23 febbraio 2020 | Braga Warriors | 18 – 19 | Porto Mutts |  |

#### 5ª giornata
| 1º marzo 2020 | Lisboa Devils | 15 – 26 (0-12 15-0 0-8 0-6) | Cascais Crusaders |  |

#### 6ª giornata
| 7 marzo 2020 | Lisboa Navigators | 13 – 40 | Porto Mutts |  |

| 8 marzo 2020 | Paredes Lumberjacks | 12 – 20 | Braga Warriors |  |

#### 7ª giornata
| Cascais 15 marzo 2020 | Cascais Crusaders | – | Lisboa Devils |  |

#### 8ª giornata
| 22 marzo 2020 | Braga Warriors | – | Lisboa Navigators |  |

| 22 marzo 2020 | Porto Mutts | – | Paredes Lumberjacks |  |

#### 9ª giornata
| 5 aprile 2020 | Lisboa Navigators | – | Cascais Crusaders |  |

| 5 aprile 2020 | Braga Warriors | – | Paredes Lumberjacks |  |

#### 10ª giornata
| 19 aprile 2020 | Paredes Lumberjacks | – | Porto Mutts |  |

| 19 aprile 2020 | Lisboa Devils | – | Lisboa Navigators |  |

#### 11ª giornata
| 3 maggio 2020 | Porto Mutts | – | Cascais Crusaders |  |

| 3 maggio 2020 | Lisboa Devils | – | Braga Warriors |  |

### Classifiche
Le classifiche della regular season sono le seguenti:
- PCT = percentuale di vittorie, G = partite giocate, V = partite vinte,  P = partite perse, PF = punti fatti, PS = punti subiti

#### Girone Nord
| Pos. | Squadra             | PCT   | G | V | N | P | PF  | PS  |
| ---- | ------------------- | ----- | - | - | - | - | --- | --- |
| 1    | Porto Mutts         | 1.000 | 3 | 3 | 0 | 0 | 100 | 33  |
| 2    | Braga Warriors      | .333  | 3 | 1 | 0 | 2 | 40  | 72  |
| 3    | Paredes Lumberjacks | .000  | 3 | 0 | 0 | 3 | 18  | 103 |

#### Girone Sud
| Pos. | Squadra           | PCT   | G | V | N | P | PF  | PS  |
| ---- | ----------------- | ----- | - | - | - | - | --- | --- |
| 1    | Cascais Crusaders | 1.000 | 3 | 3 | 0 | 0 | 100 | 30  |
| 2    | Lisboa Devils     | .667  | 3 | 2 | 0 | 1 | 85  | 32  |
| 3    | Lisboa Navigators | .000  | 3 | 0 | 0 | 3 | 28  | 101 |

## Playoff

### Tabellone
|  | Semifinali | Semifinali | Semifinali |  |  | XI Final LPFA | XI Final LPFA | XI Final LPFA |  |
|  |            |            |            |  |  |               |               |               |  |
|  | 1          | TBD        |            |  |  |               |               |               |  |
|  | 1          | TBD        |            |  |  |               |               |               |  |
|  | 4          | TBD        |            |  |  |               |               |               |  |
|  | 4          | TBD        | TBD        |  |  |               |               |               |  |
|  |            |            |            |  |  |               |               |               |  |
|  |            |            | TBD        |  |  |               |               |               |  |
|  | 3          | TBD        |            |  |  |               |               |               |  |
|  | 3          | TBD        |            |  |  |               |               |               |  |
|  | 2          | TBD        |            |  |  |               |               |               |  |

### Semifinali
| 16-17 maggio 2020 | TBD | – | TBD |  |

| 16-17 maggio 2020 | TBD | – | TBD |  |

### XI Final LPFA
| 30-31 maggio 2020 | TBD | – | TBD |  |